# GB2312
GB2312 — зарегистрированное интернет-имя кодировки, распространённой в Китайской Народной Республике, в которой используется китайское письмо. GB является сокращением от Guojia Biaozhun (国家标准, «национальный стандарт»).
GB2312 (1980) была вытеснена кодировками GBK и GB18030, которые включают дополнительные наборы символов, но, несмотря на это, GB2312 до сих пор имеет широкое распространение. 
Хотя GB2312 охватывает 99,75% символов наиболее употребимых китайских иероглифов, всё же исторические тексты и многие китайские имена не могут быть правильно отображены. Эта кодировка включает в себя 6763 китайских символа, а также символы пунктуации, японскую кану, греческий алфавит, кириллицу, чжуинь и символы пиньиня с диакритикой.

## Внешние ссылки
- Graphical View of GB2312 in ICU’s Converter Explorer
- Evolution of GBK and GB2312 into GB18030